# توني ستيوارت
توني ستيوارت (بالإنجليزية: Tony Stewart)‏ مواليد 20 مايو 1971 في كولومبوس، إنديانا، الولايات المتحدة، هو سائق فورملا 1 هندي.

## سباقات شارك فيها
- سلسلة إندي كار
- إنديانابوليس 500

## وصلات خارجية
- توني ستيوارت على موقع Racing-Reference.info (الإنجليزية)
- توني ستيوارت على موقع DriverDB.com (الإنجليزية)

- الموقع%20الرسمي